# Animal Crossing: Wild World
Animal Crossing: Wild World (おいでよどうぶつの森?, Oideyo Dōbutsu no Mori) è un videogioco simulatore di vita del 2005, sviluppato da Nintendo EAD e pubblicato da Nintendo per il Nintendo DS. Si tratta del seguito del gioco per GameCube Animal Crossing (2001).

## Modalità di gioco
In Animal Crossing: Wild World il giocatore è libero di crearsi una vita sua, spensierata e senza obiettivi da raggiungere per forza. Il giocatore, infatti, è libero di mantenere curata o no la propria città e scegliere i propri mobili e la tappezzeria per la sua dimora. Tuttavia, esistono dei compiti da portare a termine, come la raccolta di tutti i fossili sepolti sotto terra o il pagamento del debito della casa. Il gioco usa poi l'orologio interno del Nintendo DS (che può essere liberamente cambiato), facendo vedere così che il gioco è in tempo reale, che cambia insieme alle stagioni. Durante l'intero arco dell'anno, vi sono diversi avvenimenti e festività, tra cui il Festival dei Fiori e le feste reali come Capodanno e il compleanno del giocatore, nel quale appena il personaggio uscirà di casa, incontrerà un abitante della città che gli darà in dono una torta di compleanno, e nella posta troverà alcune lettere di auguri con dei regali.